# بيتر كلارك (لاعب كرة قدم)
بيتر كلارك (بالإنجليزية: Peter Clark)‏ (10 ديسمبر 1979 في المملكة المتحدة - ) هو لاعب كرة قدم بريطاني في مركز الدفاع. لعب مع ستوكبورت كونتي ونادي أرسنال ونادي كارلايل يونايتد ونادي نورثامبتون تاون ونادي مانسفيلد تاون.

## وصلات خارجية
- بيتر كلارك على موقع قاعدة بيانات كرة القدم.إي يو (الإنجليزية)
- بيتر كلارك على موقع قاعدة بيانات كرة القدم.إي يو (الإنجليزية)
- بيتر كلارك على موقع Soccerbase.com (لاعب) (الإنجليزية)
- بيتر كلارك على موقع عالم كرة القدم.نت (الإنجليزية)